# Zeria keyserlingi
Zeria keyserlingi är en spindeldjursart som först beskrevs av Pocock 1895.  Zeria keyserlingi ingår i släktet Zeria och familjen Solpugidae. Inga underarter finns listade i Catalogue of Life.